# Каденаций, Юрий Антониевич
Юрий Антониевич Каденаций (род. 15 января 1963, Москва, РСФСР, СССР) — советский и российский спортсмен, специализирующийся в пулевой стрельбе (дисциплины «бегущий кабан», движущаяся мишень), подполковник. Заслуженный мастер спорта СССР (1982), Заслуженный работник физической культуры Российской Федерации, награждён медалью ордена «За заслуги перед Отечеством» II степени".
Начальник управления стрелковых и прикладных видов спорта федерального государственного бюджетного учреждения «Центр спортивной подготовки сборных команд России».

## Достижения
Многократный чемпион и серебряный призёр Чемпионатов мира, двукратный чемпион, серебряный и бронзовый призёр Чемпионатов Европы, четырехкратный победитель и серебряный призёр Первенств Европы, серебряный и бронзовый призёр Спартакиады Народов СССР, семикратный чемпион, восьмикратный серебряный, двукратный бронзовый призёр Чемпионатов СССР, пятикратный чемпион России, бронзовый призёр Чемпионата РФ. Четырёхкратный рекордсмен мира, четырёхкратный рекордсмен Европы, пятикратный рекордсмен Советского Союза, двукратный рекордсмен Российской Федерации.